# Adposición
En lingüística, adposición es una clase de palabras que abarca aquellas partículas que permiten expresar los roles semánticos de las frases o palabras a las que están asociadas, en especial relaciones espaciales o temporales.
Una adposición carece de flexión (es una categoría invariable) y se combina típicamente con un sintagma nominal, el cual hace las veces de su complemento sintáctico en un sintagma preposicional. Generalmente, este tipo de sintagmas tienen una función adverbial en la oración.
De acuerdo al orden en el que se asocian a las frases o palabras que modifican, se clasifican como preposiciones, posposiciones y circumposiciones.

## Preposiciones y posposiciones
Las lenguas del mundo generalmente tienen o bien preposiciones o bien posposiciones, y más raramente tienen varios tipos de adposiciones. Existe una importante correlación estadística en el tipo de adposiciones que posee una lengua:
- Las lenguas Sujeto Objeto Verbo (SOV), como el turco, el japonés o el euskera suelen poseer posposiciones.
- Las lenguas Verbo Sujeto Objeto (VSO) o Sujeto Verbo Objeto (SVO) tienen con mayor frecuencia preposiciones. Aunque también existen lenguas predominantemente SOV como el latín que tiene preposiciones en lugar de posposiciones.
- En las lenguas Sujeto Verbo Objeto (SVO) también predomina el uso de preposiciones, aunque la correlación no es tan alta como en los casos anteriores.

## Circumposiciones
Otro tipo de adposiciones como las circumposiciones son menos frecuentes y generalmente son construcciones analíticas formadas por algún tipo de adposición genuina y alguna otra partícula:
- inglés: from now on. ('de aquí en adelante', lit. "desde ahora continuamente")
- holandés: naar het einde toe. ('hasta el final', lit. "hasta el final hasta")
- mandarín: 从 冰箱 里。 cóng bīngxīang lǐ ('desde dentro del refrigerador', lit. "desde refrigerador dentro")
- francés: à un détail près ('excepto por un detalle', lit. "por un detalle cerca")

## Otras adposiciones
- Una ambiposición es un tipo de elemento que puede ir antes o después de la palabra indiferentemente.
- Una imposición es una adposición interna.
- A veces se ha llamado interposición al uso de preposiciones en los siguientes contextos: día a día, hora a hora, año tras año, etc.